# Rain Down
El álbum Rain Down (Manda la lluvia, traducida al español), es una producción de la banda Planetshakers grabada en el 2003.

## Temas
- Running After You (4:16).
- Closer To You (4:37).
- Big (5:19).
- Rain Down (6:40).
- To You I Sing (6:06).
- Out Of Me (3:25).
- Everything's Changed (3:28).
- All Of My Days (6:28).
- Enter In (5:53).
- Could I Ever (4:14).
- I Believe (5:30).